# Save Your Kisses for Me
"Save Your Kisses for Me" naziv je pjesme britanske pop grupe Brotherhood of Man s kojom je ona kao predstavnica Velike Britanije pobijedila na Pjesmi Eurovizije 1976. Pjesma, čiji se tekst radi o odlasku mladog čovjeka na posao i sadrži obrat na kraju, imala je rekordni postotak maksimalnih bodova u povijesti natjecanja, a danas se smatra jednom od najpopularnijih pjesama s natjecanja Pjesme Eurovizije.